# FUQERRBDY
FUQERRBDY — восьмий студійний альбом американського реп-гурту Natas, що вийшов 15 липня 2014 р. на лейблах Reel Life Productions та Aknu Media. Перша робота з часів мікстейпу The Vatican (2009).

## Передісторія
У 2013 Mastamind анонсував через свою офіційну сторінку на Facebook плани щодо релізу нової платівки гурту у 2014 й початок запису після виходу свого сольного альбому The Ultimate Price. Пізніше це підтвердили Esham та власний лейбл Mastamind, Lyrikal Snuff Productionz.
8 грудня 2013 Mastamind повідомив через Facebook про завершення запису нової платівки Natas, яка перебувала на стадії зведення. Esham, Mastamind та офіційна сторінка Natas на Facebook сповістили, FUQERRBDY випустять 15 липня 2014. 17 березня 2014 оприлюднили список пісень (виявився треклистом CD-версії), а 6 квітня — міні-семплер. Ексклюзивний CD став приступним для замовлення на Acidrap.com.

## Список пісень
1. «Fuqerrbdy» — 3:31
2. «I Love You» — 3:33
3. «On Some» — 3:56
4. «N.I.K.E.» — 2:41
5. «Question Mark» — 2:32
6. «Dead Woke» — 2:31
7. «Convulsions» — 3:19
8. «The World Iz Natas» — 3:18
9. «Smokkk en Drankkk» — 3:51
10. «Future Kill» — 5:37
11. «Burn» — 2:40
12. «But Not Us» — 3:29
13. «Where Yo Hood @» — 3:02
14. «Lord Have Mercy» — 3:47
15. «747» — 4:32

Ексклюзивна CD-версія
1. «FUQERRBDY»
2. «ILOVEYOU»
3. «ITZANEWDAY»
4. «SUPERHIGHMAINTENANCE»
5. «N.I.K.E.»
6. «QUESTIONMARK»
7. «DEADWOKE»
8. «CONVULSIONS»
9. «JANETYELLEN»
10. «FUTUREKILL»
11. «SIGMUNDFREUD»
12. «BUTNOTUS»
13. «ANOTHERLOVESONG»
14. «THEONEWHONEVERDIES»
15. «LORDHAVEMERCY»
16. «747»